# Рукав (Калужская область)
Рукав — опустевшая деревня в Думиничском районе Калужской области России.

## География
Деревня находится на юге центральной части региона, в зоне хвойно-широколиственных лесов, возле на р. Брынь, примерно в 1 км к востоку от федеральной трассы М3 Украина.

### Климат
Климат характеризуется как умеренно континентальный, с тёплым летом и умеренно морозной снежной зимой. Среднегодовая многолетняя температура воздуха составляет 4 — 4,6 °С. Средняя температура воздуха самого тёплого месяца (июля) — 18 °C (абсолютный максимум — 39 °C); самого холодного (января) — −10 — −8,9 °C (абсолютный минимум — −46 °C). Безморозный период длится в среднем 149 дней. Среднегодовое количество атмосферных осадков составляет 654 мм, из которых 441 мм выпадает в период с апреля по октябрь. Снежный покров держится в течение 130—145 дней.

## История
В 1850-е годы к югу от с. Толстошеево была сукновальня Брынской суконной фабрики. Её работникам выделили землю для строительства домов, и 9 семей переселились на новое место. Так образовалась деревня Рукав.
1913 г. — 91 житель.
1940 г. — 23 двора.

## Население
| 2002 | 2010 |
| ---- | ---- |
| 0    | →0   |